# El Jimenado
El Jimenado es una pedanía del municipio de Torre Pacheco, en la comunidad autónoma de la Región de Murcia (España).

## Geografía
Se sitúa al noroeste del término municipal y limita por el oeste con el término municipal de Fuente Álamo, por el norte y oeste con el de Murcia, por el sur con el término de Cartagena y por el este con la pedanía de Roldán y con la capital del municipio. El terreno es prácticamente llano, únicamente surcado por varias ramblas. En sus extremos, el desnivel en dirección noroeste-sureste es de tan sólo unos setenta y dos metros en una distancia recorrida de cinco kilómetros. La altitud media es de 105 m s. n. m.
Se encuentra a 30 kilómetros al sureste de Murcia, a 7 kilómetros al noroeste de la capital municipal y a 20 kilómetros al norte de Cartagena.

## Clima
El clima de la pedanía es árido o semiárido mediterráneo. La temperatura media anual es de unos 17 °C, registrándose las temperaturas más extremas de todo el municipio, llegando algunos día de invierno a -3 °C y en verano a los 38 °C. Las precipitaciones son muy escasas, sin superar en ningún caso los 300 mm anuales.
En junio de 1998, se produjo un tornado que destruyó un almacén. En octubre de 2000, se registraron fuertes precipitaciones que ocasionaron una gran crecida de las ramblas. En enero de 2005 cayó la última nevada, que apenas llegó a cuajar.

## Demografía
La pedanía cuenta con una población de 2.414 habitantes (INE 2022), por lo que la densidad de población es muy baja. Las pautas generales en la actualidad en la demografía son la alta tasa de inmigración y la alta tasa de natalidad, que se ve nutrida casi exclusivamente de los nacimientos entre inmigrantes.
Es el quinto núcleo de población del municipio.
En los últimos dos años, como consecuencia de la construcción de una urbanización entre El Jimenado y Los Rocas, la población está creciendo considerablemente.
La población de la pedanía se encuentra difuminada entre varios núcleos de población a escasa distancia entre sí: El Jimenado, Los Rocas, Los Navarros, La Pedrera, Las Cuevas y Los Pedreños.

## Economía
La economía depende esencialmente de la agricultura intensiva. También existen varias empresas dedicadas al transporte, al metal y al cristal. Se encuentra en proyecto de construcción un macropolígono industrial de más de tres millones de kilómetros cuadrados en la intersección entre la A-30 (Murcia-Cartagena) y la RM-2 (Cartagena-Alhama de Murcia).
El colegio del pueblo se encuentra entre los núcleos del Jimenado y Los Navarros y fue inaugurado en 1992. También cuenta con un centro social, situado junto al colegio y un nuevo pabellón polideportivo cubierto inaugurado en 2007.

## Historia
El nombre Jimenado proviene de un aljibe que tenía almenas y en la antigüedad abastecía a todo el pueblo de agua, aunque hoy en día se encuentra desaparecido. Aljibe + Almenado = Jimenado.
Las características del clima obligaban a sus habitantes a vivir de los cultivos de secano. Este hecho llevaba a sus habitantes a emigrar hasta la construcción del trasvase Tajo-Segura en los años 70.
Los pobladores romanos estaban asentados en las cercanías de la Rambla Grande y junto a la Venta Nueva, y allí construyeron sus embalses y sus viviendas. Fueron los primeros que trasformarían pequeñas parcelas de tierras pobladas de arbustos salvajes, convirtiéndolas en fértiles huertas y los primeros en esparcir la simiente de los cereales, del trigo y la cebada en los surcos de la tierra. Después llegarían los pobladores árabes, canalizando las aguas, plantando palmeras y chumberas, y haciendo aljibes.
El Jimenado, fue parada y fonda de numerosos viajeros y caminantes debido a que se sitúa en pleno centro de la comarca.
A raíz de la construcción del trasvase, la agricultura dio un vuelco al transformarse de secano a regadío. Esto frenó la emigración y aumentó considerablemente la renta de sus habitantes.
En los últimos años, la inmigración ha sido la protagonista junto a la construcción de una urbanización que prácticamente ha duplicado el número de viviendas de la pedanía.

## Monumentos
La iglesia del pueblo en honor a la Virgen de la Consolación posee un destacado retablo de madera. La devoción por la Virgen data del siglo XVII, cuando la localidad era conocida como el Partido de la Consolación. Las fiestas en honor a Virgen se celebran la primera quincena del mes de septiembre. La casa de Pedreño, las casas de Santa Cruz la escuela taurina y los restos arqueológicos romanos de los Anicetos son los otros monumentos de la pedanía.

## Transporte

### Por carretera
La pedanía disfruta de unas comunicaciones por carretera de primer nivel ya que los núcleos de población se encuentran a dos kilómetros de la intersección. Está a tan sólo 20 minutos de Murcia, a 25 minutos de Alhama de Murcia, a 15 minutos de Cartagena (todos ellos por autovía) y a 15 minutos de las playas del Mar Menor.
Dispone de accesos en la vía RM-F14.

### Autobús
Presta servicio la siguiente línea interurbana:
| Línea   | Recorrido                                            | Operador |
| ------- | ---------------------------------------------------- | -------- |
| MUR-055 | Murcia - Torre-Pacheco - Los Alcázares - Los Narejos | Interbus |